# District de Xinshi (Ürümqi)
Cette page contient des caractères spéciaux ou non latins. S’ils s’affichent mal (▯, ?, etc.), consultez la page d’aide Unicode.
Pour les articles homonymes, voir Xinshi.
Le district de Xinshi (新市区 ; pinyin : Xīnshì Qū) est une subdivision administrative de la région autonome du Xinjiang en Chine. Il est placé sous la juridiction de la ville-préfecture d'Ürümqi.